# Dines Leth
Dines Leth (død 20. september 1732) var en dansk landsdommer.
Han var kancelliråd, blev 4. januar 1710 prokurator i Højesteret og blev 7. februar 1727 udnævnt til landsdommer i Nørrejylland.